# The Savage Sword of Conan

The Savage Sword of Conan est un magazine de bande dessinée en noir et blanc, publié aux États-Unis à partir de 1974 par Curtis Magazines (un label de Marvel Comics) puis directement par Marvel. Cette revue présentait des récits directement adaptés des histoires de Robert E. Howard, qu'il s'agisse d'aventures de Conan lui-même, de Kull ou de Red Sonja. La publication a duré 235 numéros jusqu'en 1995.

## Historique du comics
Roy Thomas est le scénariste principal de Savage Sword of Conan.
Plusieurs dessinateurs se sont succédé pour l'illustrer, entre autres Neal Adams, Gil Kane, Barry Windsor-Smith et John Buscema.

## Traductions françaises
En France, la série a d'abord été traduite par Lug dans les albums Une aventure de Conan. D'autres magazines ont par la suite publié de nombreux numéros, notamment Super Conan aux éditions Mon journal.
En 2008, Panini Comics a entrepris la publication intégrale et chronologique du magazine dans les volumes des Chroniques de Conan. Dans cette édition seuls les récits centrés sur Conan sont publiés, occultant les histoires de Kull et de Red Sonja.
| Magazine                       | Éditeur                                                | Épisodes de The Savage Sword of Conan |
| ------------------------------ | ------------------------------------------------------ | --- |
| Une aventure de Conan          | Lug                                                    | 1 à 4, 7 à 12, 15 à 19 |
| Conan                          | Arédit/Artima collection « Artima Color Marvel Géant » | 5, 38 à 46 |
| L'Écho des savanes Spécial USA | Éditions du Fromage                                    | 6 |
| Super Conan                    | Aventures & Voyages                                    | 50 à 58, 60 à 64, 67 à 68, 70 à 73, 75 à 82, 84, 87 à 96, 98 à 103 |
| Spécial Conan                  | Semic                                                  | 12, 20-21, 31-32, 36, 115, 118, 120, 122-123, 127-128, 130, 132-133, 138, 142, 144, 146, 148, 151, 155-156, 163-164, 166-168, 170, 182, 196, 211-215, 217-221, 225-227 |
| Conan 1re et 2e série          | Marvel France                                          | 1, 3 à 9, 15 à 19, 21, 24, 46, 230 |
| Conan anthologie               | Soleil                                                 | 1 à 12 |
| Les Chroniques de Conan        | Panini Comics                                          | 1 à 235 (Intégrale) |